# 拉鏈
拉鏈是把两片织物暂时结合在一起的一种部件，常见于衣物、旅行箱、手袋、帐篷和睡袋等。

## 用途
拉鏈在製衣工業和服裝中十分常見，它的用途包括了：
- 增加开口，便于物体通过；例如口袋、男式裤子前裆等的开口。
- 结合一片织物完全分开的两面，例如外套开口。
- 把两片分开的织物结合起来。
- 装饰。

## 原理

拉鏈的原理

拉鏈的基础为两条平行的窄布料，它们通过缝制或粘结把拉鏈固定在织物的边缘。
每条布料上有几十到几百个齿。这些齿一般为金属或塑料制造；每个齿一面凸出，一面凹进，能在外力作用下互相绞合。中间有一个可以上下滑动的滑楔，两道齿卡在滑楔内部Y字型的沟槽裡。滑楔向Y字上方滑动的时候把两道齿绞合在一起，反方向滑动则把它们分开。
在Y方向的下末端通常有一个固定装置：使用的时候把一条下部的端头通过滑楔，插入固定装置的孔中，来为滑楔定位。这类适用于外套开口等两边需要完全分开的情况。在旅行箱等的环状拉链上则用不着这个结构，而是用两个背对背的滑楔，以便两边开合。

## 历史

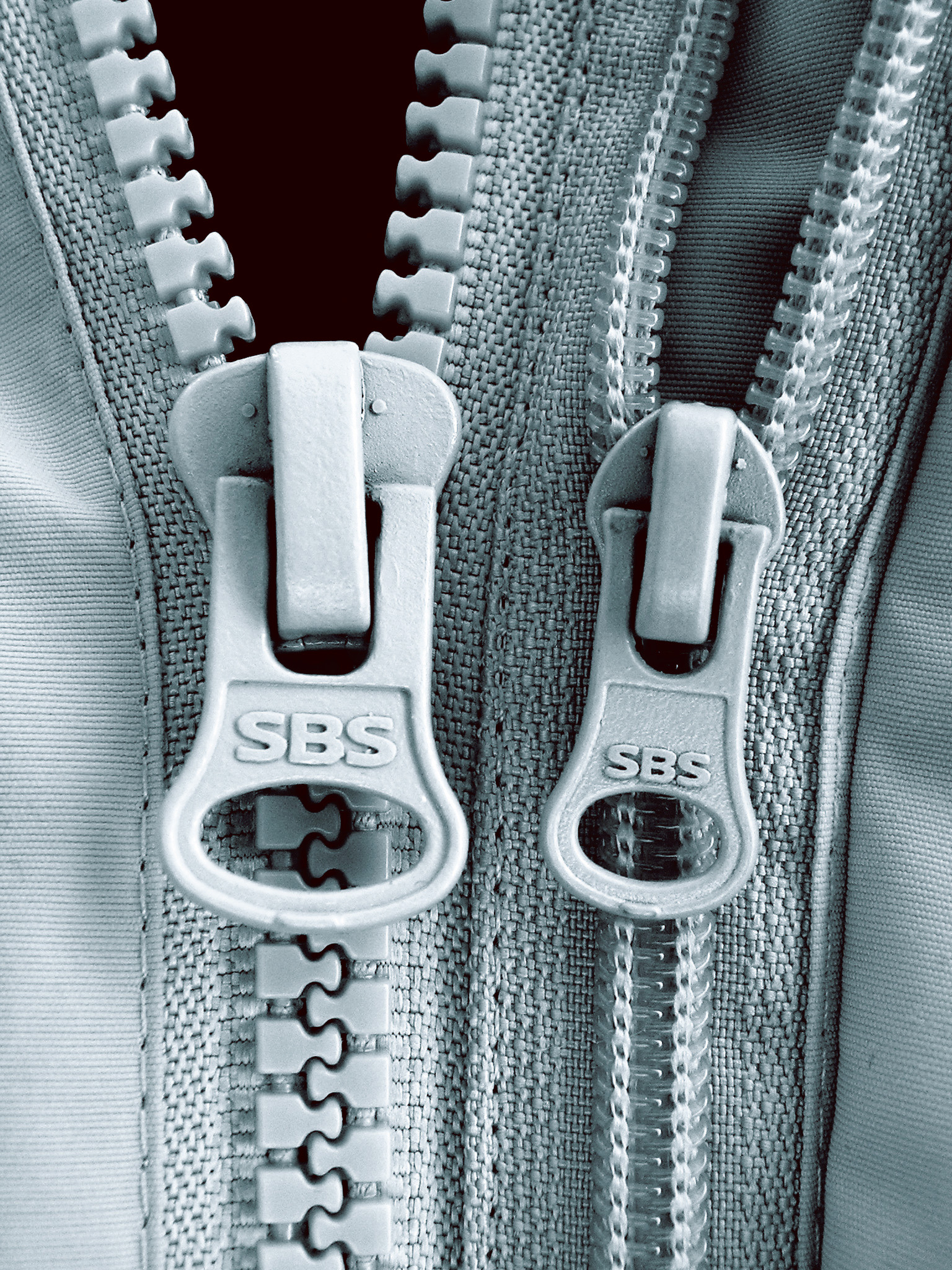
塑料和尼龙拉链

拉鏈的两个雏形分别来自美国人Elias Howe（Elias Howe，1851年美国专利）和Whitcomb Judson（Whitcomb Judson，1891年和1893年专利），称为“自锁扣”。两种都采用钩环来绞合；前者未被商业制造，后者被用来系鞋和靴子。
现代的拉鏈是瑞典裔美國電機工程師吉迪昂·森貝克於1914年发明，他是Judson所开公司的一个雇员。他用凸凹绞合代替了钩环结构，於1917年申请了独立专利，称为“可分式扣”（Separable Fastener）。拉链於1920、1930年代开始在儿童和男性服装上流行。这时候拉练的两条在下端还是固定在一起的，以后才分开以便用在外套上。

## 种类
- 线圈状 拉鏈：两排齿其实是两条特殊形状的螺旋或梯状，超出基底布条部分为齿。多见于南亚地区。
- 隐藏式 拉鏈：齿藏在与织物同颜色的布条后面，以便不引起注意。
- 金属拉鏈：使用分立，距离均匀的齿，常见于牛仔裤。也有用塑料铸造的。
- 开口拉鏈：末端有可分合的固定装置（见上）。
- 闭口 拉鏈：拉鏈的两条在两端都固定在一起。

## 专利
1917年吉迪昂·森貝克的专利:

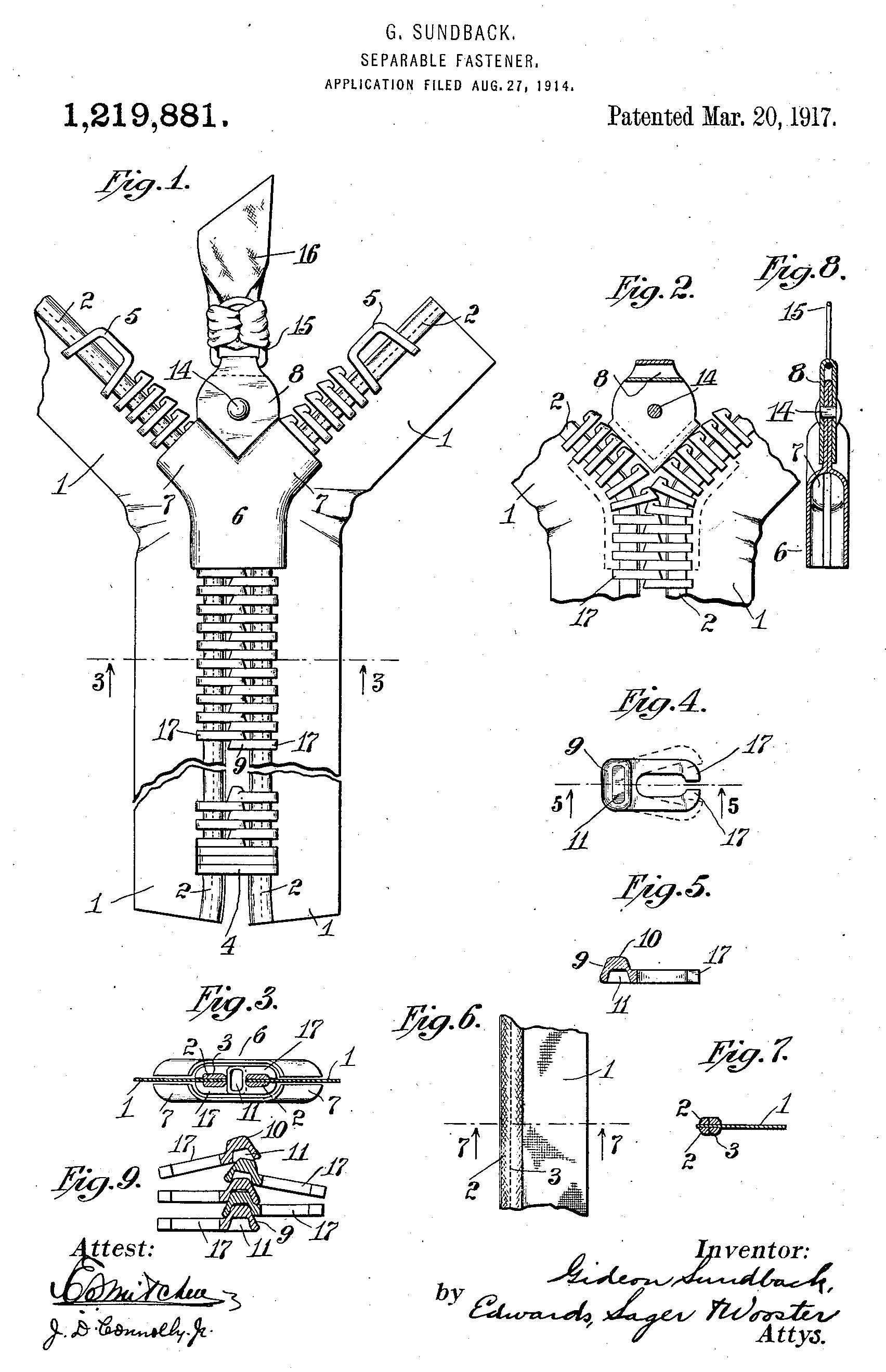
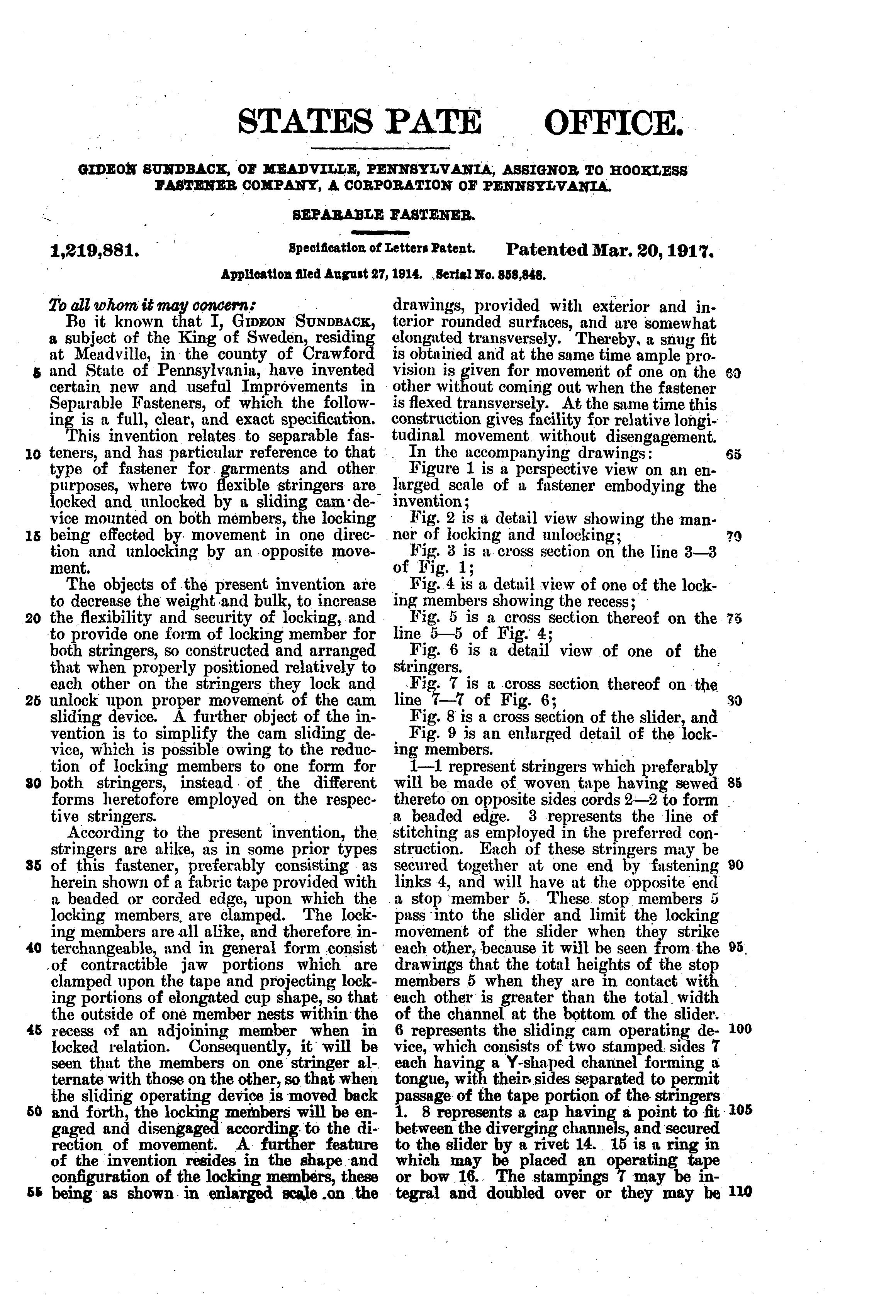
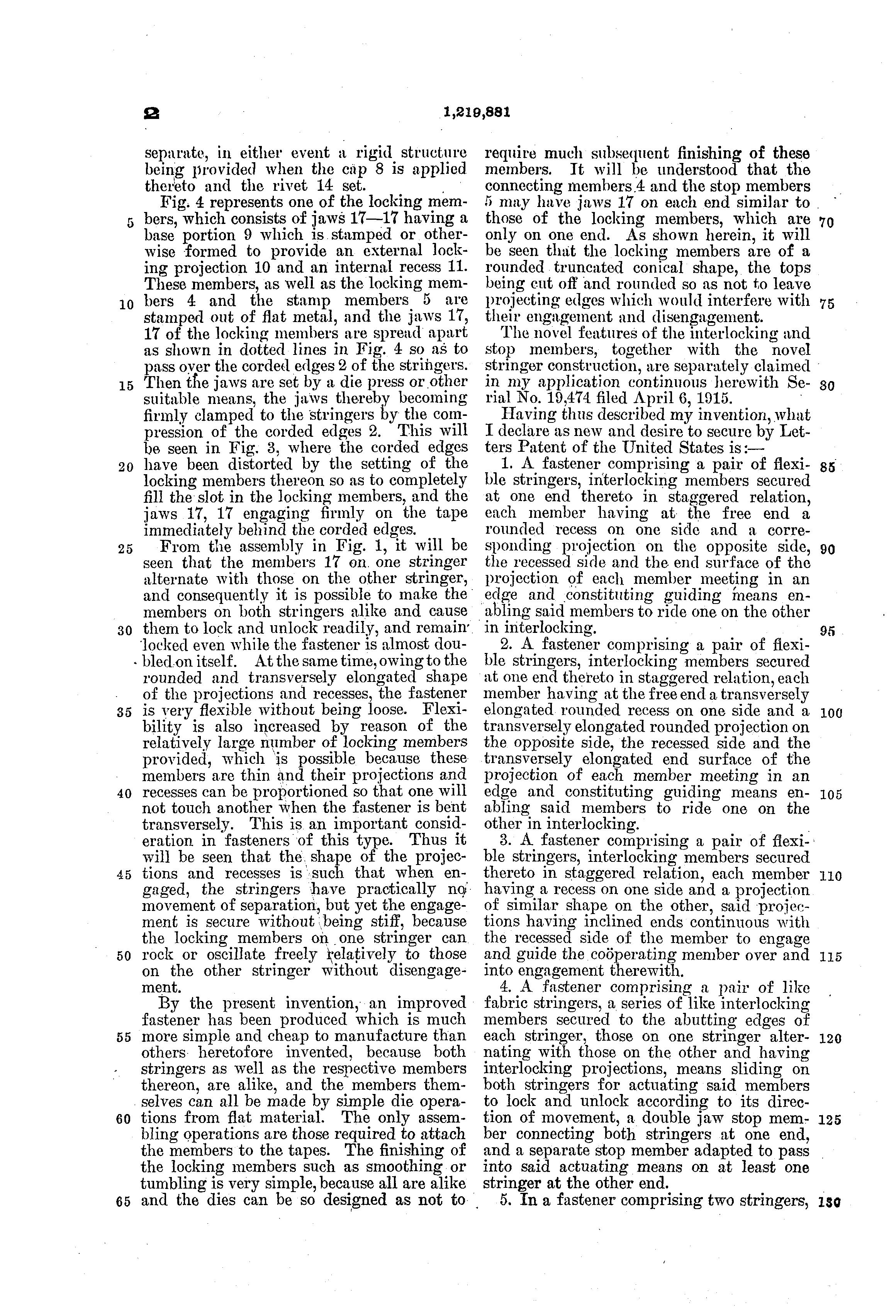
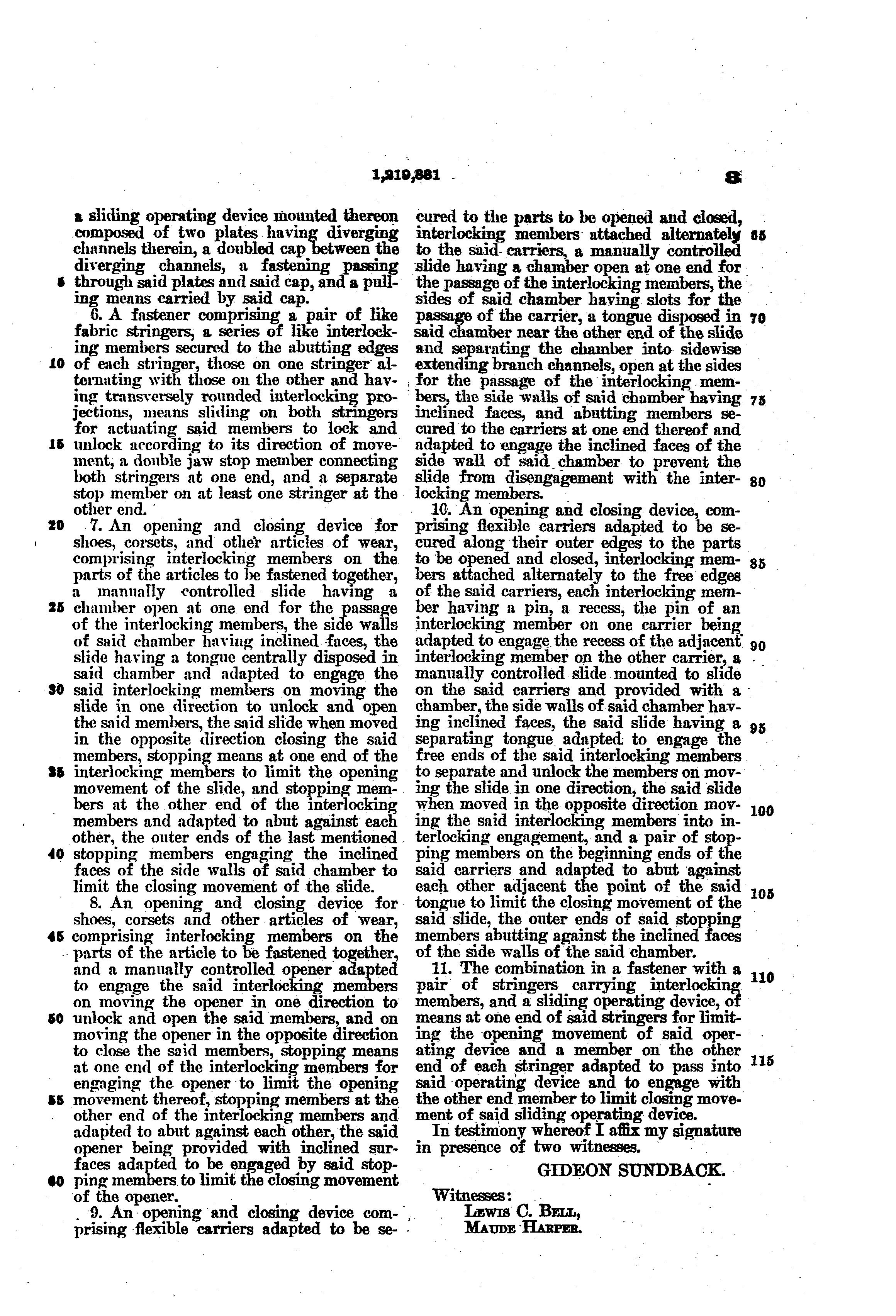
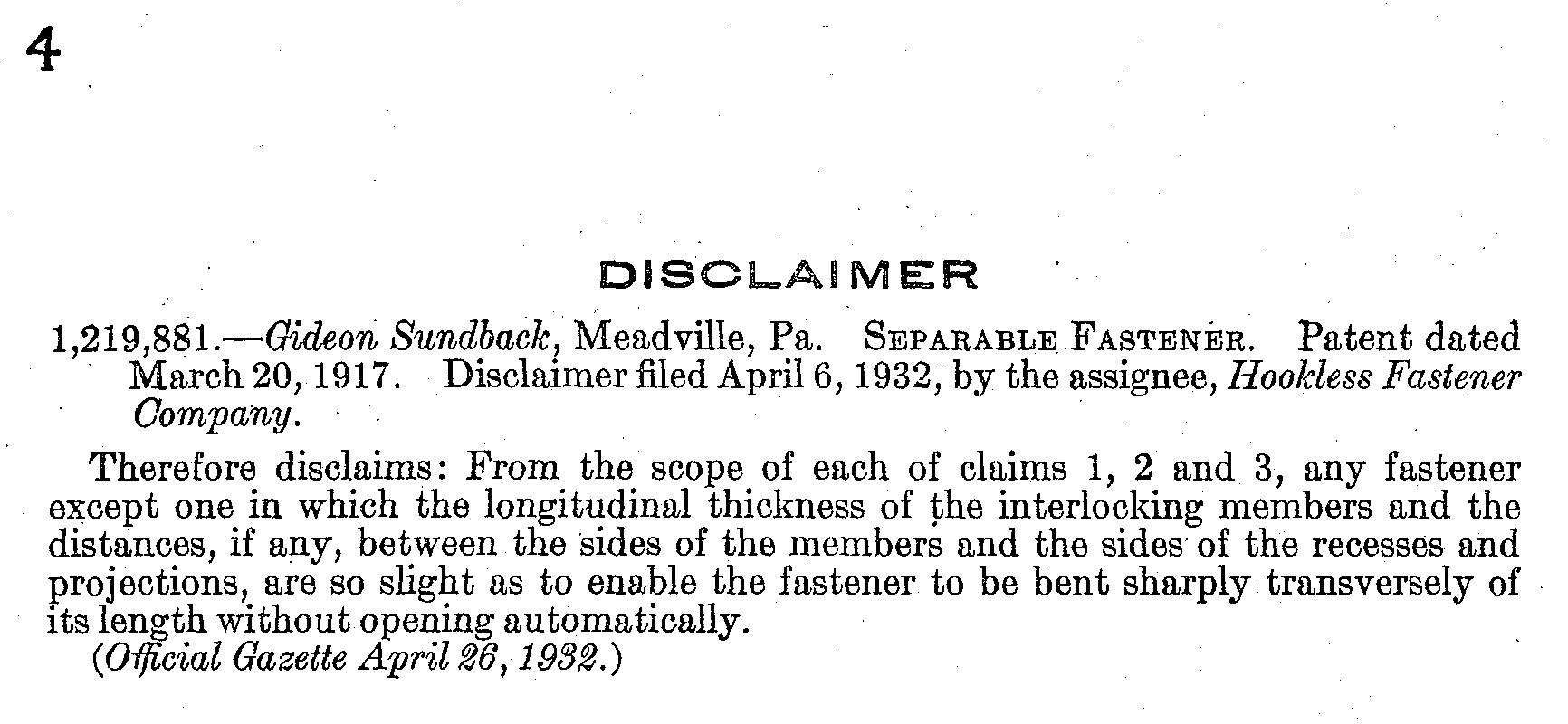

- 1851年11月25日 美國專利第8,540号: "Fastening for Garments & c."
- 1893年8月29日 美國專利第504,037号: "Shoe fastening"
- 1893年8月29日 美國專利第504,038号: "Clasp Locker or Unlocker for Shoes"
- 1896年3月31日 美國專利第557,207号: "Fastening for Shoes"
- 1896年3月31日 美國專利第557,208号: "Clasp-Locker for Shoes"
- 1913年4月29日 美國專利第1,060,378号: "Separable fastener"
- 1917年3月20日 美國專利第1,219,881号: "Separable fastener"
- 1936年12月22日 美國專利第2,065,250号: "Slider"